# 卢罗县

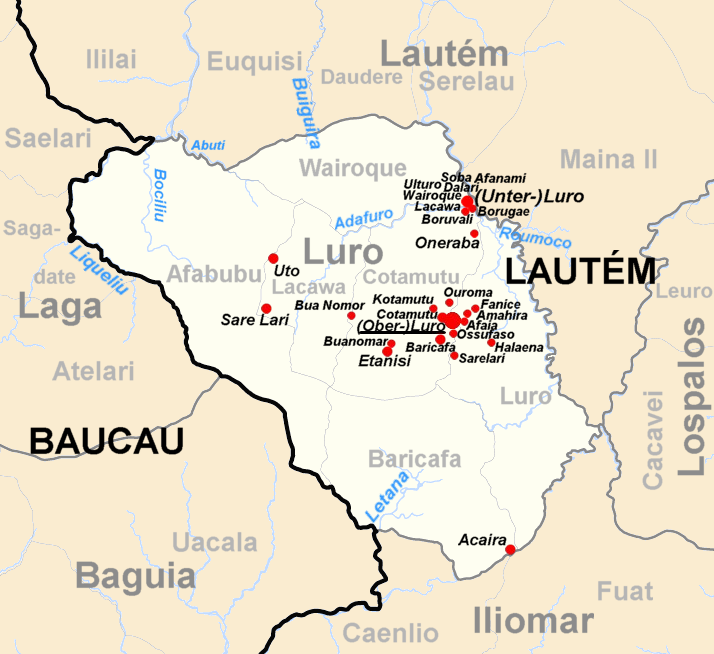
卢罗县

卢罗县是东帝汶民主共和国劳滕区的一个县。该县面积128.28平方公里，2010年人口普查时时人口为5367，县治位于卢罗。